# Saint-Dizier-Masbaraud
Saint-Dizier-Masbaraud es una comuna nueva francesa situada en el departamento de Creuse, de la región de Nueva Aquitania.

## Historia
Fue creada el 1 de enero de 2019, en aplicación de una resolución del prefecto de Creuse de 3 de septiembre de 2018 con la unión de las comunas de Masbaraud-Mérignat y Saint-Dizier-Leyrenne, pasando a estar el ayuntamiento en la antigua comuna de Saint-Dizier-Leyrenne.

## Demografía
Según los datos aportados en la resolución del prefecto de Creuse, la comuna se crea con 1165 habitantes.

## Composición
| Comuna fusionada      | Código INSEE | Población (2016) | Superficie (km²) | Densidad (hab./km²) |
| --------------------- | ------------ | ---------------- | ---------------- | ------------------- |
| Masbaraud-Mérignat    | 23126        | 346              | 20.39            | 17                  |
| Saint-Dizier-Leyrenne | 23189        | 776              | 46.63            | 17                  |